# Giovanni Vincenzo Casale

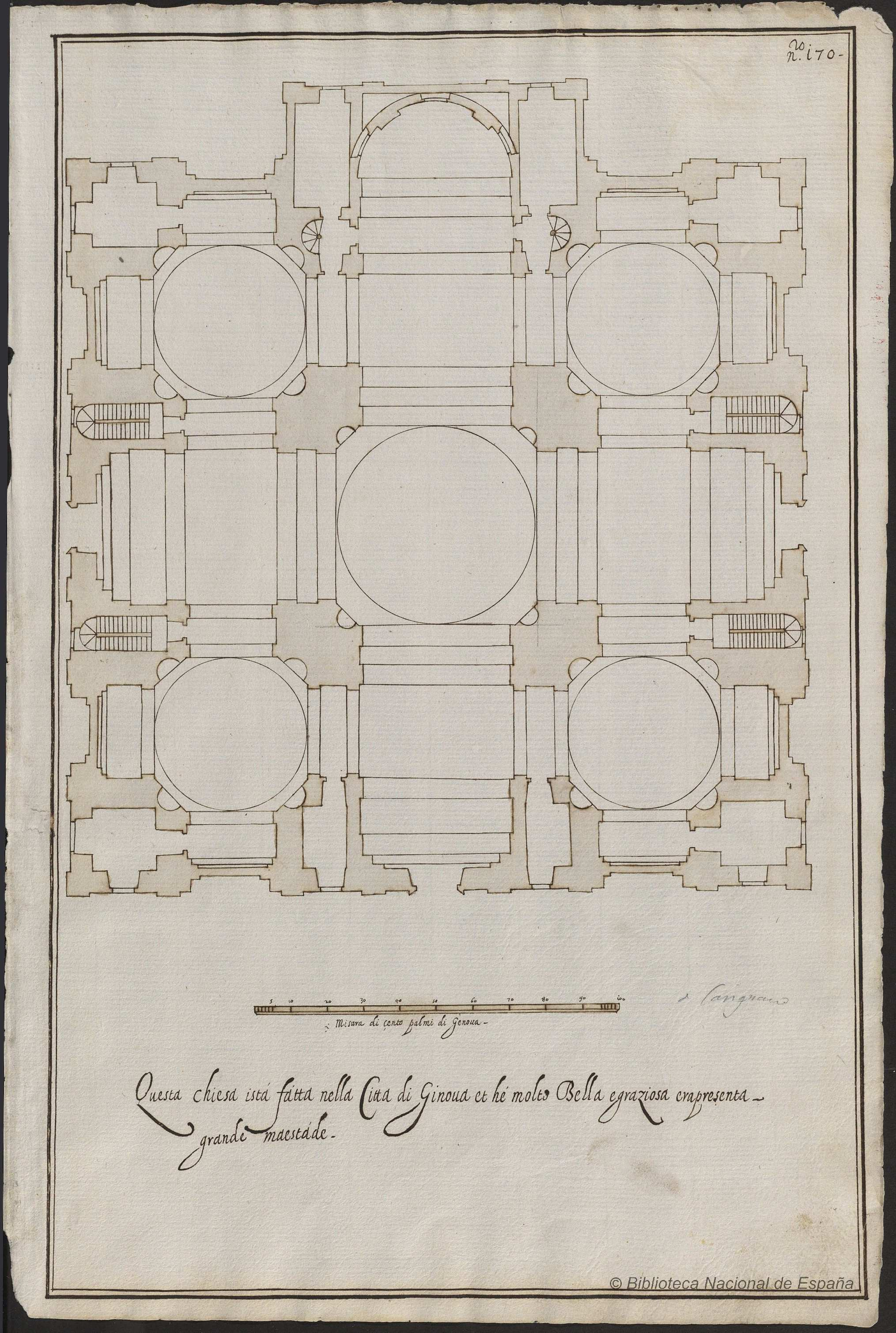
Planta de la Basílica de Santa María di Carignano de Galeazzo Alessi, Génova. Dibujo a pluma, tinta y aguada sepia sobre papel verjurado. Álbum de fra Giovanni Vincenzo Casale. Biblioteca Nacional de España.

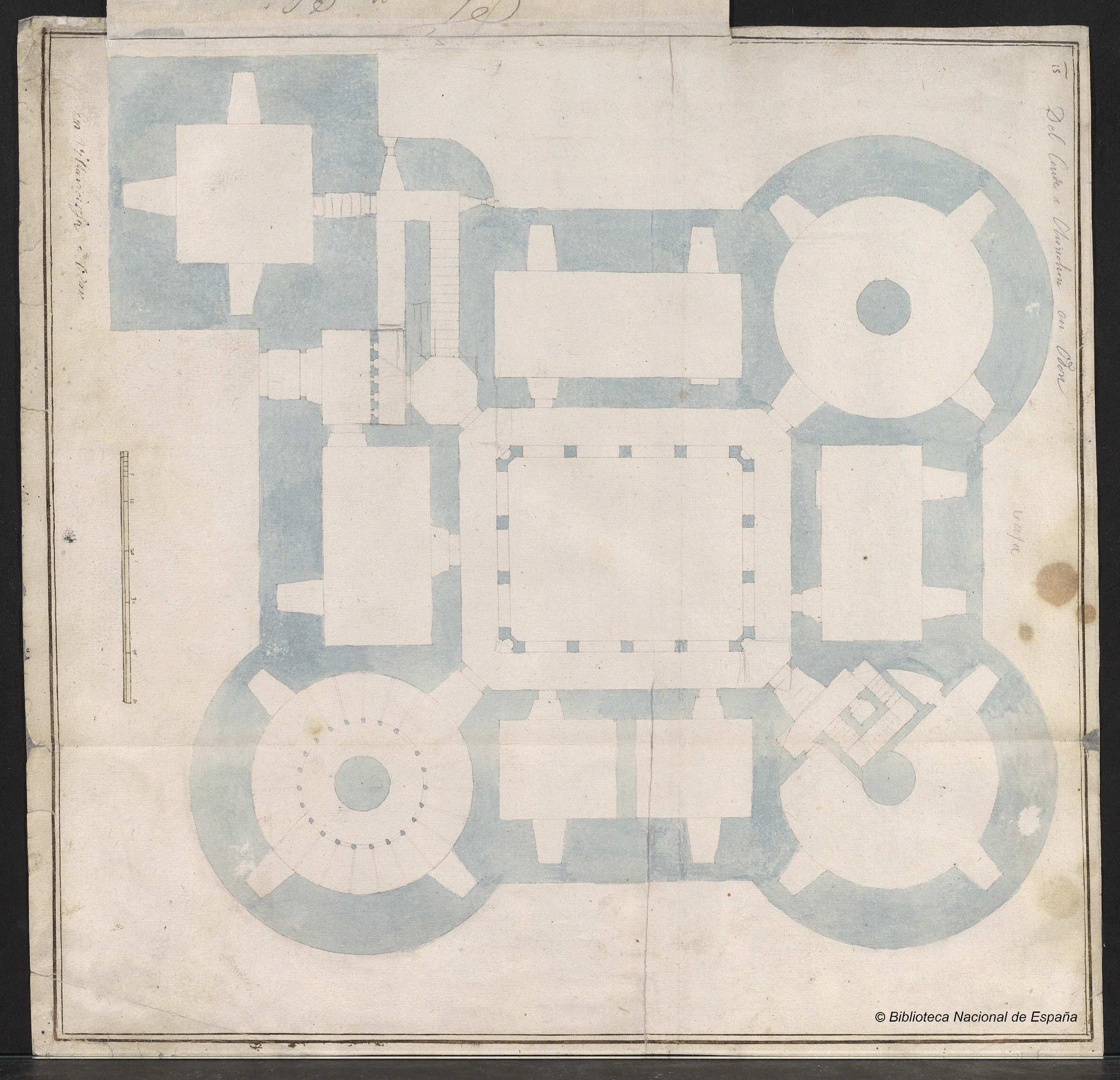
Planta del castillo de los condes de Chinchón en Villaviciosa de Odón, Madrid, 1589. Dibujo a pluma, lápiz negro, tinta violeta y marrón, y aguada azul sobre papel verjurado. Álbum de fra Giovanni Vincenzo Casale. Biblioteca Nacional de España.

Giovanni Vincenzo Casale o Casali (Florencia, 1539-Coímbra, 1593) fue un fraile de la Orden de los Servitas, escultor, ingeniero y arquitecto italiano. Activo en Nápoles al servicio del virrey duque de Osuna, en 1586 lo acompañó a Madrid de donde pasó en 1589 a Portugal, enviado por Felipe II como ingeniero de fortificaciones.

## Biografía
Discípulo de fra Giovanni Angelo Montorsoli, también servita y colaborador de Miguel Ángel, tomó el hábito en el convento de la Annunziata de Florencia el 6 de enero de 1565 y cantó la primera misa en 1567. El documento más completo para el conocimiento de su actividad artística se encuentra en el cuaderno de dibujos de arquitectura y escultura por él reunidos que se conserva en la Biblioteca Nacional de Madrid, en el que figuran diseños y proyectos arquitectónicos y decorativos propios y de mano de otros artistas, principalmente del citado Montorsoli que los legaría al discípulo como materiales de estudio, e incluye dibujos relacionados con Miguel Ángel, como el proyecto para la iglesia de  San Giovanni dei Fiorentini de Roma.
El primer trabajo autónomo que se le documenta, como escultor, es su participación en las decoraciones efímeras con motivo de la entrada en Florencia, en diciembre de 1565, de Juana de Austria, esposa de Fernando I de Médici. A comienzos de la década de 1570 hizo algunos trabajos, siempre como escultor, para la iglesia del convento de los servitas de Lucca y en Embrun (Francia). Según algunas fuentes en torno a 1575 podrían haber comenzado sus trabajos como ingeniero al servicio del virrey de Nápoles, Antonio Perrenot de Granvela, y por los mismos años, según los anales de la Orden, habría trabajado en Roma en la restauración de esculturas antiguas a las órdenes del cardenal Fernando I de Médici, residiendo en su palacio. En la Navidad de 1577 residía en el convento servita de Santa Maria del Parto a Mergellina, en Nápoles, ocupado en el diseño de los planos de la iglesia de Santa Maria Ogni Bene y en el proyecto de una fuente con esculturas para la Loggia dei Genovesi, como experto «en cosas de agua». En 1579 se le dio el título de Ingegnero et Regio Architetto por su intervención en el proyecto y la construcción del arsenal nuevo de Nápoles, en el que debió de trabajarse hasta 1583. En 1586 viajó a España en la compañía del virrey Pedro Téllez Girón con un proyecto para el Castel Sant'Elmo.
En España se le encuentra relacionado con proyectos de remodelación de las iglesias de Villalpando y de Yuso en San Millán de la Cogolla y del castillo de los condes de Chinchón en Villaviciosa de Odón. Destruido durante la guerra de las Comunidades, en 1583 el conde de Chinchón encargó a Juan de Herrera las trazas para su reconstrucción, sobre las que, a juzgar por los dibujos de las plantas conservados en el taccuino de Casale, con algunas variantes sobre la obra ejecutada, debió de formularse consulta al florentino, aunque sus propuestas habrían sido finalmente rechazadas. No se descarta la posibilidad de que se le consultase también en relación con la Basílica de San Lorenzo de El Escorial, cuya planta tiene algunas semejanzas con la de Santa María di Carignano de Galeazzo Alessi, de la que se conserva un dibujo en el álbum de Casale, aunque el conocimiento de la planta de la iglesia genovesa por los arquitectos escurialenses también pudo ser previo a la presencia de Casale en Madrid y llegarles por otras vías, incluyendo el posible conocimiento directo por Juan Bautista de Toledo.
En Portugal, a donde fue enviado en 1589 por Felipe II para intervenir en la remodelación y consolidación de las construcciones defensivas de Lisboa, se encargó de la modernización de las fortificaciones de la torre de Belém y del fuerte de São Lourenço da Cabeça Seca, en la desembocadura del Tajo. Presentó además un proyecto para la Cartuja de Évora. Al fallecer en Coímbra el 21 de diciembre de 1593 dejó el cuaderno de dibujos ahora en la Biblioteca Nacional de España a su sobrino Alessandro Massai, que lo había acompañado a Portugal y en enero de 1594 solicitó heredar la plaza de ingeniero dejada vacante por su tío.